# 1424 Зундманія
1424 Зундманія (1424 Sundmania) — астероїд головного поясу, відкритий 9 січня 1937 року.
Тіссеранів параметр щодо Юпітера — 3,174.
Названо на честь фінського математика Карла Зундмана (фін. Karl Frithiof Sundman, 1873–1949).